# 新津高校野球部熱中症死亡事件
新津高校野球部熱中症死亡事件（にいつこうこうやきゅうぶねっちゅうしょうしぼうじけん）は、日本の高等学校の部活動で起きた事件。

## 概要

### 事件の発生
2012年（平成24年）7月29日の午前9時45分頃に、新潟市秋葉区の公園で新潟県立新津高等学校1年生の生徒が仰向けに倒れて死んでいるのが秋葉警察署の署員によって発見された。この生徒は野球部員で、校外をランニングをしていた途中に倒れて死亡したと見られる。秋葉警察署は熱中症で倒れて死亡した可能性があると見て捜査を開始した。
秋葉警察署と学校によると、この生徒は7月28日の昼過ぎから学校に集合して、30人以上で校外の約10キロメートルのコースでランニングをしていた。ランニングから戻ってきた部員は学校で練習を続けて、夕方まで練習が行われた。新潟地方気象台によると当日の秋葉区の最高気温は34度ほどであった。当日朝になってもこの生徒が帰宅しないことから、保護者は学校に連絡をして行方不明と判明され、警察署員と部員がランニングのコース上を捜したところ、生徒が倒れているのが発見された。学校側によると、ランニングコースの中間地点には給水地点が設けられており、部員全員が給水地点に来たことが確認されていた。また、部員らはランニング終了後、全員が学校に戻ったと報告を受けた。顧問はランニングコースを車で見回っていたが、保護者から連絡を受けるまで生徒の不在には気付いていなかった。
2012年（平成24年）7月30日、新潟県警察は司法解剖の結果、この生徒はランニング中の熱中症で死亡した可能性が高いことを明らかにした。部員が倒れていた場所は約10キロメートルのコースの8キロメートル走った地点で、当日にはコース中間付近で顧問とマネージャーが水分補給しているこの部員の姿を確認した。この生徒には大丈夫かと問い歩いてもいいと声をかけたが元気に走り出していた。両親は7月28日に帰宅しなかったのは翌7月29日が死亡した生徒の誕生日であるため、友人と遊びに行っていると思い一晩中様子を見ていた。

### 事件から
死亡した生徒の両親は、新津高校を管理する新潟県に安全管理を怠ったとして8400万円あまりの損害賠償を求める裁判を起こす。
2013年（平成25年）5月9日に新潟地裁で裁判が開かれ、新潟県は監督は部員に対して体調不良の場合にはランニングを中止することや、必ず水分補給をすることなどを伝えていたことなどで適切な指導が行われていたと主張して、争う姿勢を示した。
同年11月28日の定例会見で新潟県知事は、新潟県は生徒の両親に3000万円の和解金を支払う方向で協議を進めているということを明らかにした。学校側は適切な指導をしていたとして争う姿勢を示していたものの、11月に入ってから裁判所に和解を促されたために、生徒の両親に和解金を支払うことで和解をするという方向で協議を進めるということにした。同日の定例会見で新潟県知事は、生徒が死亡した当日には点呼が十分になされていなかったために翌日まで生徒の捜索が始まらなかったと述べて、これは痛恨の極みであったとした。このような事態は二度と起きないように、教育委員会にはしっかりと対応していただきたいと述べた。